# Gargara kandala
Gargara kandala är en insektsart som beskrevs av Ananthasubramanian 1996. Gargara kandala ingår i släktet Gargara och familjen hornstritar. Inga underarter finns listade i Catalogue of Life.